# Ден Стивенс
Данијел Џонатан Стивенс (енгл. Daniel Jonathan Stevens; Лондон, 10. октобар 1982) британски је глумац. Познат је по улогама Метјуа Кролија у серији Даунтонска опатија, Звери у играној верзији Дизнијевог класика Лепотица и Звер и Дејвида Холера у научнофантастичној серији Легион.

## Биографија
Рођен је 10. октобра 1982. у Лондону. Одрастао је у усвојитељској породици у Велсу и Енглеској. Има млађег брата Џејсона, који има друге биолошке родитеље. Од 15 године се бави глумом.
Године 2009. оженио се јужноафричком џеф певачицом Сузи Харијет. Имају троје деце. Течно говори енглески, француски и немачки језик.

## Филмографија
| Улоге у филмовима   |                                  |               |                 | |
| Година              | Српски назив                     | Изворни назив | Улога           | Напомена |
| 2012.               | Сакриј се                        |               | Дејвид Камерон  | |
| 2012.               | Вампирице                        |               | Џои             | |
| 2013.               | Лето у фебруару                  |               | Гилберт Еванс   | извршни продуцент |
| 2013.               | Тајне петог сталежа              |               | Ијан Кац        | |
| 2014.               | Гост                             |               | Дејвид Колинс   | номинација - Награда Сатурн за најбољег глумца (филм) номинацијиа - Награда Емпајер за најбољег новајлију                                                                                        |
| 2014.               | Шетња међу гробовима             |               | Кени Кристо     | |
| 2014.               | Обућар                           |               | Емилијано       | |
| 2014.               | Луда ноћ у музеју: Тајна фараона |               | сер Ланселот    | |
| 2015.               | Криминалне активности            |               | Ноа             | извршни продуцент |
| 2016.               | Карта                            |               | Џејмс           | |
| 2016.               | Норманов успон и пад             |               | Бил Кавиш       | |
| 2016.               | Колосално                        |               | Тим             | |
| 2017.               | Лепотица и звер                  |               | Звер/Принц Адам | |
| 2017.               | Дозвола                          |               | Мозиз           | |
| 2017.               | Смртоносни прекидач              |               | Вил Портер      | |
| 2017.               | Маршал                           |               | Лорин Вилис     | |
| 2017.               | Човек који је измислио Божић     |               | Чарлс Дикенс    | |
| 2018.               | Апостол                          |               | Томас Ричардсон | |
| 2020.               | Зов дивљине                      |               | Хал             | |
| Улоге у ТВ серијама |                                  |               |                 | |
| 2008.               | Разум и осећајност               |               | Едвард Ферарс   | 3 епизоде |
| 2010–2012.          | Даунтонска опатија               |               | Метју Кроли     | 25 епизода (сезоне 1-3) Награда Удружења глумаца за најбољу глумачку поставу у драмској серији (2013) номинација - Награда Удружења глумаца за најбољу глумачку поставу у драмској серији (2014) |
| 2017–2019.          | Легија                           |               | Дејвид Холер    | главна улога |
| 2022.               | Лаж и манипулација               |               | Џон Дин         | 8 епизода |